# Cradle of Love
Cradle of Love ist ein Song von Billy Idol aus dem Jahr 1990, der auf seinem Album Charmed Life erschien und vorab im April 1990 daraus als erste Single ausgekoppelt wurde.

## Entstehung und Inhalt
Es handelt sich um einen Rocksong, der von Idol mit David Werner geschrieben und von Keith Forsey produziert wurde. Im Songtext stellt sich der Protagonist als Liebhaber dar, der im übertragenen Sinne die „Wiege der Liebe“ „rocken“ will. Der Songtext spielt dabei mit Formulierungen, die nahelegen, dass einer der Partner wesentlich jünger ist („rob the cradle“).

## Rezeption
Der Song erreichte Platz 38 in Deutschland, Platz elf in der Schweiz, Platz 34 im Vereinigten Königreich und Platz zwei in den Billboard Hot 100.

## Musikvideo
Ein Musikvideo existiert zum Song, für das David Fincher die Regie führte. In diesem Video klopft eine junge Frau namens Devin, dargestellt von der damals 18-jährigen Betsy Lynn George an der Tür eines klassische Musik hörenden Mannes, gespielt von Joshua Townshend-Zellner und betritt die Wohnung, wobei sie eine Musikcassette von Billy Idol dabei hat, sich den Song auf der Stereoanlage anhört und sodann sich teilweise zu entkleiden beginnt und den Mann nervös macht und verführt. Dabei ist Billy Idol sich bewegend auf verschiedenen Kunstwerken in der Wohnung zu sehen. Das Video lief bei MTV auf Heavy Rotation. Bei den MTV Video Music Awards 1990 gewann es einen der Preise und war für zwei weitere nominiert. Es wurde bei YouTube mehr als 32 Millionen Mal abgerufen (Stand: Februar 2024).

## Belege
1. ↑  Billy Idol – Cradle of Love, songtexte.com
2. ↑  Billy Idol – Cradle of Love, hitparade.ch
3. ↑  Betsy Lynn George
4. ↑  Joshua Townshend-Zellner | Besetzung, Drehbuch. Abgerufen am 13. Februar 2024 (deutsch).
5. ↑  Offizielles Musikvideo auf YouTube